# TT Овна
TT Овна (лат. TT Arietis) — новоподобная катаклизмическая переменная звезда, которая находится в созвездии Овен на расстоянии около 544 световых лет от нас.

## Характеристики
TT Овна является одной из самых ярких, и поэтому одной из самых изученных переменных звёзд. Несмотря на то, что её переменность была открыта ещё в 1950-е годы, для современной науки описать механизм вспышек является непростой задачей. Яркость звезды увеличивается и падает столь неожиданно, что представляется трудным вписать её в конкретный класс переменных звёзд. К тому же периодические колебания обнаружены не только в видимом спектре, но и в рентгеновском диапазоне. Спектроскопические наблюдения показали, что TT Овна — короткопериодическая двойная система с орбитальным периодом 0,1375 суток. Исследования в видимом и ультрафиолетовом диапазонах позволили определить звезду как катаклизмическую переменную с сильными эмиссионными линиями в спектре на протяжении неактивных интервалов и поглощением слабых линий в периоды увеличения яркости. Были обнаружены значительные колебания яркости звезды с периодами 3,8 суток, 17 минут и 9,6 сенкунд.